# Sylvie Gautrelet
Sylvie Gautrelet est une costumière française née le 22 août 1955 en France.
Elle était l'épouse de Claude Berri avec qui elle a eu un fils, Darius Langmann, qui est ainsi le demi-frère du producteur et réalisateur Thomas Langmann.

## Filmographie (sélection)
- 1979 : Tapage nocturne de Catherine Breillat
- 1981 : Viens chez moi, j'habite chez une copine de Patrice Leconte
- 1983 : Tchao Pantin de Claude Berri
- 1983 : L'Africain de Philippe de Broca
- 1984 : La Vengeance du serpent à plumes de Gérard Oury
- 1984 : Le Garde du corps de François Leterrier
- 1986 : Les Fugitifs de Francis Veber
- 1986 : Manon des sources de Claude Berri
- 1986 : Jean de Florette de Claude Berri
- 1987 : L'Homme voilé de Maroun Bagdadi
- 1989 : Valmont de Miloš Forman
- 1993 : Germinal de Claude Berri
- 1994 : La Séparation de Christian Vincent
- 1997 : Lucie Aubrac de Claude Berri
- 1997 : Didier d'Alain Chabat
- 1999 : Astérix et Obélix contre César de Claude Zidi
- 2003 : Le Bison (et sa voisine Dorine) d'Isabelle Nanty
- 2005 : Les Enfants de Christian Vincent
- 2007 : Ensemble, c'est tout de Claude Berri

## Distinctions
- César 1994 : César des meilleurs costumes pour Germinal